# Korall-tenger
A Korall-tenger egy peremtenger Ausztrália északkeleti részén. A Föld legnagyobb tengere. Nyugatról Ausztrália, délről a Tasman-tenger, keletről Új-Kaledónia és Vanuatu szigete, északról pedig Salamon-tenger és a Salamon-szigetek határolja. Itt található Földünk legnagyobb korallzátonya, a Nagy-korallzátony, valamint a Korall-tengeri-szigetek. A második világháborúban itt zajlott az 1600 ember halálával végződő Korall-tengeri csata.

## Országok
Öt ország fekszik a Korall-tenger partján.
- Ausztrália
- Új-Kaledónia
- Pápua Új-Guinea
- Salamon-szigetek
- Vanuatu